# Luc Martens
Luc Martens (Maldegem, 18 april 1946) is een Belgisch voormalig politicus voor de CD&V.

## Levensloop

### Onderwijs
Luc Martens deed zijn humaniora in het Sint-Vincentiuscollege in Eeklo - onder meer Wilfried Martens was er zijn leraar Nederlands - en in het Sint-Lodewijkscollege in Brugge. Hij behaalde in 1967 zijn diploma van licentiaat in de klassieke filologie aan de Rijksuniversiteit Gent met een verhandeling over Ammianus Marcellinus, een epigoon van Tacitus. Aan dezelfde universiteit voltooide hij in 1966 een kandidatuur in de Oost-Europese talen en in 1967 een aggregaat hoger secundair onderwijs.
Hij werkte twaalf jaar als leraar klassieke talen, eerst van 1967 tot 1968 in het Sint-Andreasinstituut in Sint Kruis en daarna van 1968 tot 1979 in het Sint-Vincentiuscollege in Ieper, waar Yves Leterme een van zijn leerlingen was. Hij publiceerde in functie van de lessen Latijn en antieke cultuur onder meer een handboek rond het thema van het Romeins imperialisme. Hij was toen ook gedurende meerdere sessies lid van de Examencommissie secundair onderwijs, de zogenaamde middenjury.

### Begin politieke carrière
Martens zette midden jaren 1970 zijn eerste politieke stappen als arrondissementeel secretaris van de CVP in de regio Roeselare-Tielt. In 1979 volgde hij Miet Smet als directeur van de CVP-vormingsdienst IPOVO (Instituut voor Politieke Vorming) op, hetgeen hij bleef tot in 1989. Hij was in de jaren 1980 ook effectief lid van de Vaste Nationale Cultuurpactcommissie, waarvan hij van 1985 tot 1991 ondervoorzitter was. Hij zette in die periode als alternatief voor het werk van De Wakkere Burger ook het CIBE, Centrum voor Inspraak en Informatiebegeleiding, op sporen en ijverde toen ook voor de opstart, werking en groei van de beweging Christen-Democraten voor Europa (CDE). Van 1982 tot 1991 was hij tevens adjunct-algemeen secretaris van de CVP.
Van 1989 tot 1991 was hij adjunct-kabinetschef van Vlaams minister van Onderwijs Daniël Coens. In 1991 deed hij zijn intrede in de Senaat als rechtstreeks verkozen senator voor het arrondissement Roeselare-Tielt, een mandaat dat hij vervulde tot 1995. Hij was er actief in de commissies Volksgezondheid, Sociale Zaken, Defensie en Europese Aangelegenheden. Hij ijverde sterk voor de omzetting in Belgisch recht van de Europese richtlijn ter bescherming van de reiziger. In de periode januari 1992-mei 1995 had hij als gevolg van het toen bestaande dubbelmandaat ook zitting in de Vlaamse Raad. De Vlaamse Raad was vanaf 21 oktober 1980 de opvolger van de Cultuurraad voor de Nederlandse Cultuurgemeenschap, die op 7 december 1971 werd geïnstalleerd, en dus de voorloper was van het huidige Vlaams Parlement. In de Vlaamse Raad was hij lid van de commissies Economie, Energie en Werkgelegenheid (1992), Cultuur (1992-1993) en Onderwijs, Vorming en Wetenschapsbeleid (1993-1995).

### Vlaams minister en volksvertegenwoordiger
Bij de eerste rechtstreekse verkiezingen voor het Vlaams Parlement van 21 mei 1995 werd Martens verkozen in de kieskring Kortrijk-Roeselare-Tielt. Hij bleef gedurende één maand Vlaams volksvertegenwoordiger, tot hij op 20 juni 1995 de eed aflegde als Vlaams minister. In de Vlaamse regering-Van den Brande IV (1995-1999) kreeg hij de portefeuille van Cultuur, Welzijn en Gezin. Hij was tegelijk 'schaduwminister' van Onderwijs. 
Na de Vlaamse verkiezingen van 13 juni 1999 en van 13 juni 2004 werd hij opnieuw Vlaams Parlementslid. Hij was vooral actief in de commissie Onderwijs, Vorming en Wetenschapsbeleid, waarin hij van 1999 tot 2007 zetelde. Daar volgde hij het beleid van de onderwijsministers Marleen Vanderpoorten en Frank Vandenbroucke op, dat hij soms scherp op de korrel nam. Hij beëindigde zijn politieke carrière in het Vlaams Parlement in juni 2009. Sinds 15 juli 2009 mag hij zich ere-Vlaams volksvertegenwoordiger noemen. Die eretitel werd hem toegekend door het Bureau (dagelijks bestuur) van het Vlaams Parlement. In het Vlaams Parlement was hij ook van 2004 tot 2009 voorzitter van de commissie voor Welzijn, Volksgezondheid en Gezin en van 1999 tot 2004 plaatsvervangend lid van commissie voor Cultuur, Media en Sport. In 2002 was hij een belangrijke pleitbezorger voor migrantenstemrecht binnen zijn partij.

### Gemeentepolitiek
In oktober 1994 werd Martens verkozen tot gemeenteraadslid van Roeselare, wat hij bleef tot eind 2018. Van 1 juni 2005 tot 29 februari 2016 was hij burgemeester van de stad. Van 2010 tot 2016 was hij tevens voorzitter van de Vereniging van Vlaamse Steden en Gemeenten (VVSG). In deze functie volgde hij burgemeester van Genk Jef Gabriels op, zelf werd hij einde 2016 opgevolgd door Wim Dries, burgemeester van Genk. Martens bleef binnen de VVSG actief en nam deel aan het voorzittersoverleg, het directiecomité en de raad van bestuur. In december 2015 werd hij verkozen tot ondervoorzitter van de Council of European Municipalities and Regions (CEMR), de Europese koepel van steden en regio's. Hij was ook lid van het Congres (de Kamer van de Lokale Besturen) van de Raad van Europa. Hij werd in het najaar van 2017 verkozen tot lid van de board van de European Movement International. Verder was hij lid van het uitvoerend bureau van United Cities and Local Governments (UCLG), de wereldkoepel van lokale en regionale besturen.
Op 1 maart 2016 gaf hij de burgemeesterssjerp door aan partijgenoot Kris Declercq. Hij kreeg de titel van ere-burgemeester toegekend en bleef gemeenteraadslid tot 2018. In april 2024 werd deze eretitel terug ingetrokken, na de gerechtelijke procedure tegen Martens vanwege het niet terugbetalen van verschillende leningen.

### Overige functies
Eind 2014 werd Martens door een besluit van de Vlaamse Regering aangeduid als bestuurslid van vervoermaatschappij De Lijn. Hij bleef deze functie bekleden tot in 2025. Daarnaast werd hij voorzitter van FARO. Vlaams steunpunt voor cultureel erfgoed en OP/TIL, het steunpunt voor bovenlokale cultuur. Ook werd hij voorzitter van Vol-au-Vent, dat jaarlijks in samenwerking met de POM West-Vlaanderen de Week van de Smaak organiseert. Verder was hij voorzitter van Poolstok, partner in personeelsbeleid en organisatie, het vroegere Jobpunt Vlaanderen, netbeheerder Gaselwest en bestuurder van de nutsbedrijven Eandis, Fluvius, Synductis en Warmte@Vlaanderen. Daarnaast heeft hij nog een breed engagement in de culturele sector als bestuurder van onder meer het theatergezelschap Het Eenzame Westen en het muziekensemble Utopia. Hij volgt ook de werking van de Centra voor Leerlingenbegeleiding van nabij op als voorzitter van de West-Vlaamse vrije CLB's en als bestuurder van de Vlaamse koepel van de vrije CLB's.
Van 2016 tot 2021 was hij bestuurder van het Vlaams-Europees Verbindingsagentschap.
Hij was auteur van een aantal boeken en handboeken en een lange reeks artikelen in diverse bladen en tijdschriften. De aandacht gaat hierbij vooral naar de eigenheid en de toekomst van de christendemocratie en naar de missie en de organisatie van het onderwijs.

## Privé
Martens is gehuwd met Chantal Van Audenhove, emeritus hoogleraar en voormalig vicerector van de Katholieke Universiteit Leuven.
In januari 2022 engageerde Martens zich om na 40 jaar terug voor de klas te staan als interimleerkracht Latijn-Grieks in het Sint-Jan Berchmanscollege in Brussel.
Op 21 oktober 2023 diende Martens zich te verantwoorden voor de burgerlijke rechtbank in Kortrijk voor tien zaken van niet-terugbetaalde leningen en oplichting. In totaal zou hij vanaf 2021 voor 2,5 miljoen euro hebben geleend bij vijftien verschillende mensen en dat niet of nauwelijks hebben terugbetaald. Ook de echtgenote van Martens werd in dit dossier gedagvaard. Martens zelf ontkende dat er sprake was van oplichting en beweerde dat hij zelf was opgelicht bij het verhandelen in cryptomunten, waarin hij 750.000 euro had belegd. De burgerlijke rechtbank oordeelde dat Martens de ondernemers in kwestie diende terug te betalen, met daarbovenop de rente, goed voor een bedrag van in totaal 900.000 euro.
In het kader van de zaak was ook een strafrechtelijk onderzoek opgestart door het parket van Kortrijk. Op 13 juni 2024 liet het parket hem arresteren op verdenking van oplichting, misbruik van vertrouwen, valsheid in geschrifte, witwasmisdrijven en gebruik van valse stukken. Na een uitgebreid verhoor door de onderzoeksrechter werd Martens de dag nadien voorwaardelijk vrijgelaten. Op 28 februari 2025 werd Martens echter opnieuw aangehouden omdat hij zijn voorwaarden had geschonden door opnieuw 70.000 euro te lenen van vrienden en kennissen. Na een maand in de gevangenis te hebben doorgebracht, werd Martens op 1 april 2025 onder strikte voorwaarden weer op vrije voeten gesteld.

## Eretekens
- België Grootofficier Leopoldsorde, KB 6 juni 2009
- Burgerlijk wapenschild met wapenbrief, motu proprio in 2016 toegekend door Vlaamse Regering (motto: aude audenda) als waardering voor de verdienstelijke inzet voor het bewaren en ontwikkelen van het roerend erfgoed.

## Publicaties (selectie)
- De Imperiale Gedachte, Agora-reeks o.l.v. R. Stock (De Nederlandse Boekhandel, 1976)
- Inspraak in samenspraak (De Nederlandse Boekhandel|Antwerpen, 1980)
- Vorming in Actie. Politieke Vorming Nu en Straks (De Nederlandse Boekhandel, Antwerpen 1983)
- CVP, waar is uw geloof? (De Nederlandse Boekhandel, Antwerpen, 1985)
- De aarde roept. Roeselare, 1990 (in eigen beheer)
- De kracht van de vogel. Over de toekomst van de Vlaamse christen-democraten (Uitgeverij Lannoo, Tielt, 1993)
- Pinguïns in de woestijn. Zoeksporen naar welzijn en cultuur (Uitgeverij Lannoo, Tielt, 1998)
- Scholen met een "missie" - Ruimte voor een vernieuwd katholiek onderwijs (Uitgeverij Lannoo, Tielt, 2003)